# الصحة في براغواي

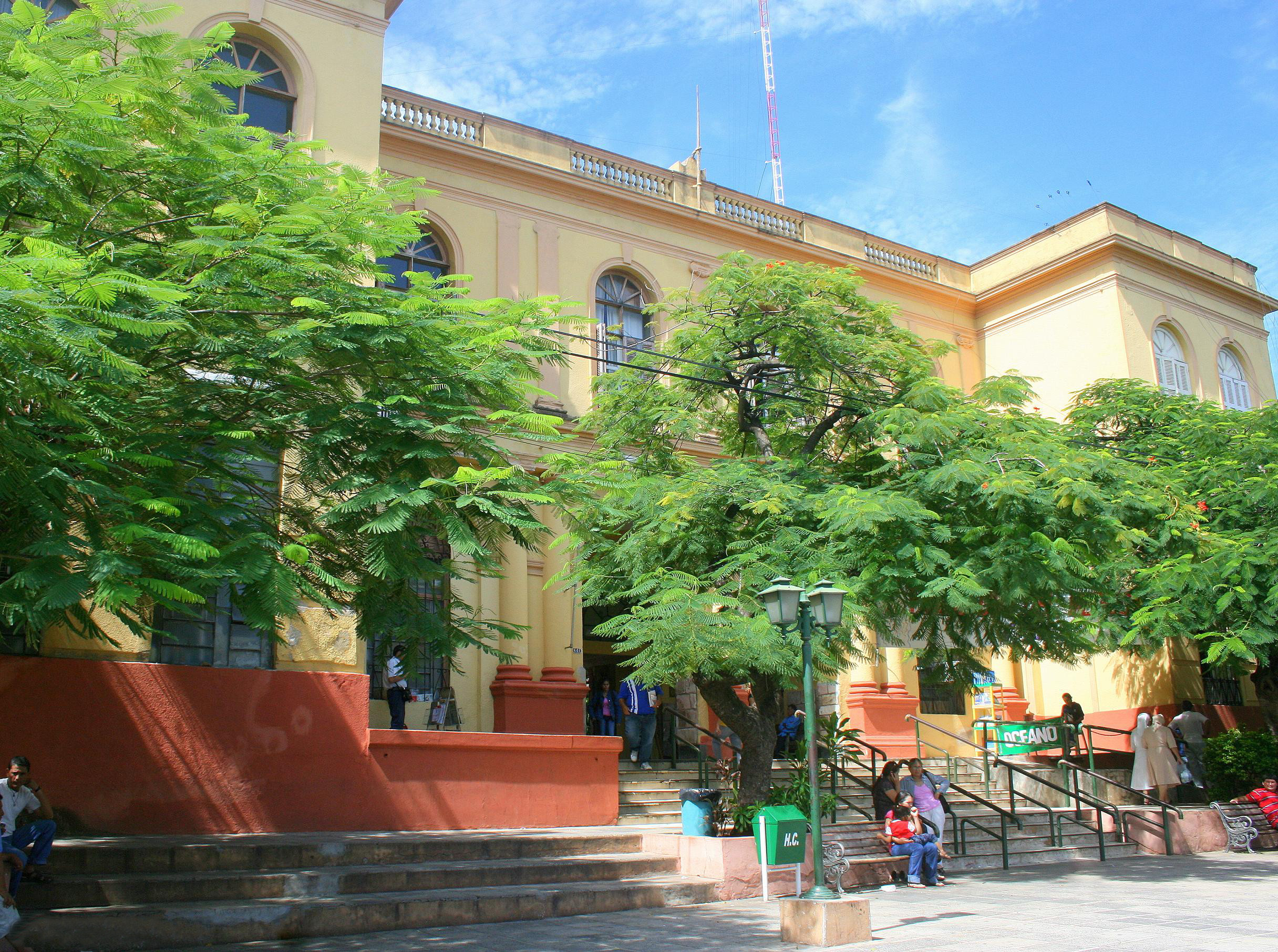

الصحة في براغواي تقترب من المرتبة المتوسطة بين بلدان أمريكا الجنوبية من حيث المؤشرات الصحية الرئيسية. في عام2013 بلغ معدل وفيات الأطفال في باراغواي 29.6 لكل 1000 طفل و لهذا السبب فإن ترتيبها الآن يأتي خلف الأرجنتين و كولومبيا وكذلك اوروغواي لكنها تسبق البرازيل و بوليفيا في الترتيب.     
و بشكلٍ عام فإن صحة الباراغويين الذين يعيشون خارج المناطق الحضرية أسوأ من المقيمين في المدن. وتتفشى العديد من الأمراض التي يمكن الوقاية منها في المناطق الريفية مثل داء شاغاس. إن الأمراض الطفيلية و التنفسية التي يمكن السيطرة عليها باستخدام العلاج الطبي المناسب تودي بالصحة العامة في باراغواي. و إجمالاً فإن هناك أسباب رئيسية للعديد من المشاكل الصحية في باراغواي وهي سوء التغذية و نقص الرعاية الصحية المناسبة و الصرف الصحي السيئ.
لقد زاد تمويل الرعاية الصحي من الحكومة الوطنية تدريجياً خلال الثمانينات والتسعينات. وفي عام 2000 ارتفع الإنفاق على الرعاية الصحية إلى 1.7 بالمئة من الناتج الإجمالي المحلي أي ما يقارب ثلاثة أضعاف من 0.6 بالمئة من الناتج المحلي الإجمالي الذي أُنفق عام 1989 . لكن خلال العقد الماضي تباطأ التحسن في الرعاية الصحية.
إن باراغواي تنفق للفرد الواحد ( 13-20 دولار أمريكي سنوياً) مقارنة بمعظم الدول الأخرى في أمريكا اللاتينية. كما أشارت دراسة عام 2001 أن 27 بالمئة من السكان مازالوا لا يستطيعون الحصول على رعاية طبية سواء كانت العامة أو الخاصة. كما أن التأمين الصحي الخص محدود جدا، فمع الخطط مسبقة الدفع يشكل التأمين الصحي 11 بالمئة من النفقات الخاصة على الرعاية الصحية. لهذا فإن معظم الأموال التي تنفق  في الرعاية الصحية الخاصة (تقريبا 88 بالمئة) تكون على أساس رسوم مقابل الخدمة وهذا يمنع السكان الفقراء من  الذهاب إلى أطباء خصوصيين. ووفقاً للتقديرات الأخيرة يوجد في باراغواي حوالي 177 طبيبًا و 20 ممرضة لكل 100000 من السكان.

وفي عام 2003بلغ معدل انتشار فيروس نقص المناعة البشرية/ متلازمة نقص المناعة المكتسبة في باراغواي حوالي 0.5 بالمئة من السكان أبلغ المسؤولون عم 600 حالة وفاة بسبب الايدز. كما حذرت الأمم المتحدة من أنه بالرغم من أن معدل الانتشار في باراغواي لايزال منخفضًا، فإن فيروس  نقص المناعة البشرية/الايدز يتزايد بين المجموعات  السكانية الموصومة. إن السبب الأساسي لانتقال هذا الفيروس هو العلاقة الجنسية. ووفقًا لتقديرات عام 2004 فقد أُصيب قرابة 15000 مواطنًا في باراغواي بفيروس نقص المناعة المكتسبة/ الايدز.